# Coast Air

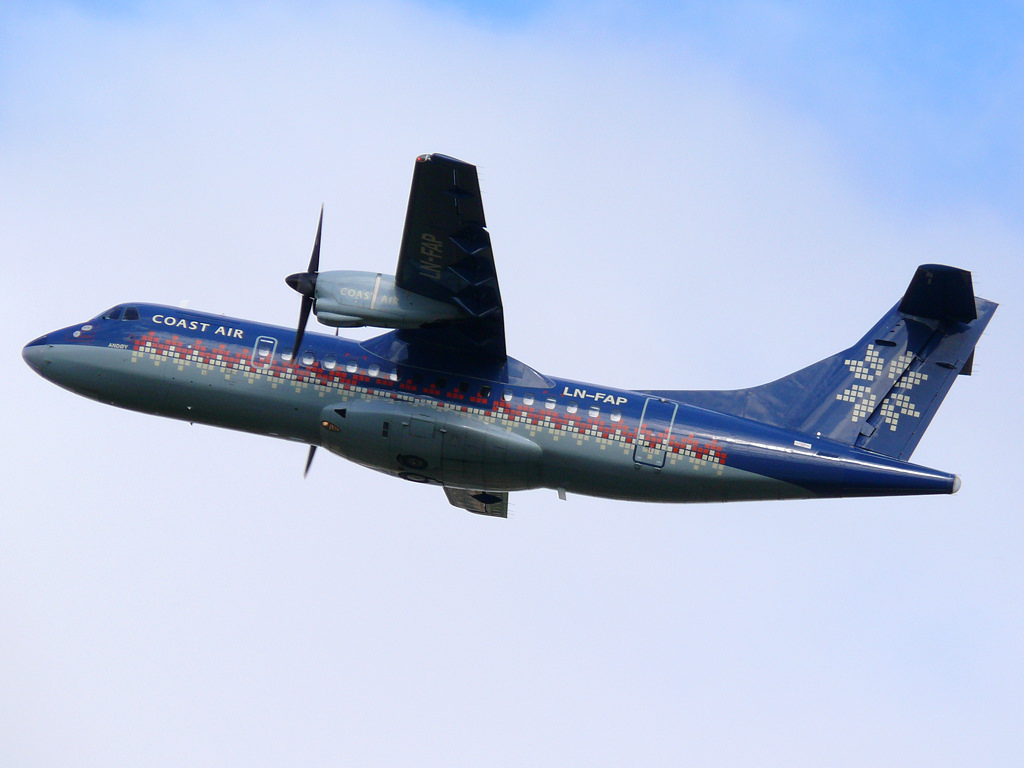
Ett av bolagets ATR-42.

Coast Air var ett norskt flygbolag med Haugesund Lufthavn Karmøy som huvudbas. Flygbolaget startade 1975 och var Norges tredje största flygbolag efter Braathens och Norwegian Air Shuttle tills det lades ner 23 januari 2008. Coast Air hade dagliga turer mellan nio destinationer. De var Stord, Sandefjord, Røros, Oslo, Fagernes, Bergen, Köbenhamn och Gdansk. Dessutom flögs även en del charter och frakt. Flygplanen som Coast Air använde var British Aerospace Jetstream 31 och 32EP som tar 19 passagerare, plus en Jetstream 32 i VIP-version med plats för 10 passagerare samt tre st ATR 42-320 som har plats för 48 passagerare.
VD var Kjell Fredheim, Kommersiell chef Vigleik Dueland.
Coast Air fick ny design 2005.

## Flotta

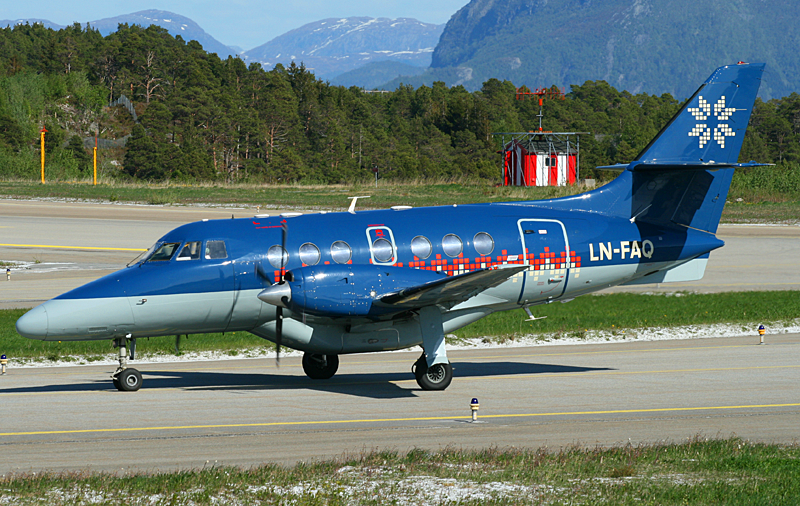
Coast Air BAe Jetstream 31, Kristiansund

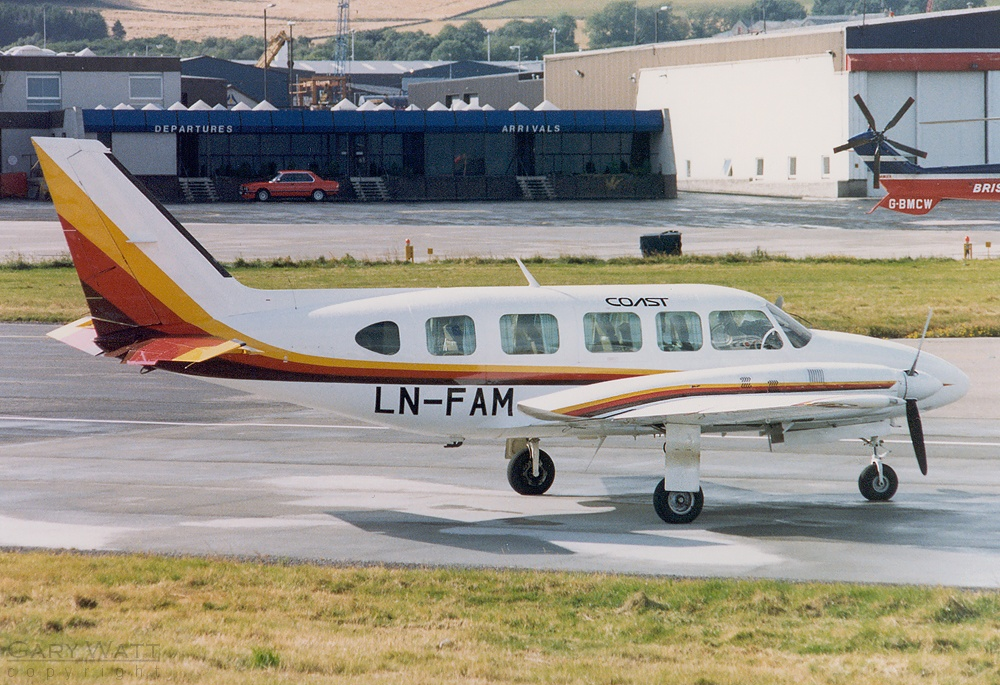
Coast Air Piper Navajo Chieftain, Aberdeen 1986

Bolaget flög 
- ATR 42
- Beechcraft King Air
- Cessna Citation
- Jetstream 31
- Piper PA-31

## Flyglinjerna
- Bergen - Haugesund
- Fagernes - Haugesund
- Fagernes - Oslo
- Haugesund - Bergen
- Haugesund - Fagernes
- Haugesund - Sandefjord
- Oslo - Fagernes
- Oslo - Røros
- Oslo - Stord
- Røros - Oslo
- Sandefjord - Haugesund
- Sandefjord - Stord
- Stord - Oslo
- Stord - Røros
- Stord - Sandefjord
- Stord - Gdansk
- Haugesund - Köpenhamn